# محافظات فانواتو
تنقسم فانواتو إلى 6 محافظات ( Province ) منذ عام 2004 وتعتبر المحافظات المستوى الإداري الأول للدولة. أسماء المحافظات مشتق من أسماء الجزر التابعة لها. الأحرف الأولى باللغة الأنجليزية من كل أسم جزيرة. في المستوى الإداري الثاني تنقسم المحافظات إلى بلديات ( Municipality ) وتتكون عادةً من جزيرة واحدة لها مجلس وعمدة منتخب من أعضاء المجلس.

محافظات فانواتو

## المحافظات
| المحافظة               | العاصمة             | الجزر الرئيسة                                                                   | المساحة (كم²) | تعداد السكان إحصاء 2009 |
| ---------------------- | ------------------- | ------------------------------------------------------------------------------- | ------------- | ----------------------- |
| محافظة مالامبا Malampa | لاكاتورو Lakatoro   | أمبريم - Ambrym مالاكولا - Malakula بآما - Paama                                | 2,779         | 36,727                  |
| محافظة بينما Penama    | لونغانا Longana     | جزيرة بنتيكوست - Pentecost Island أمباي - Ambae ماؤو - Maéwo                    | 1,198         | 30,819                  |
| محافظة سانما Sanma     | لوغانفيل Luganville | سانتو - Santo مالو - Malo                                                       | 4,248         | 45,855                  |
| محافظة شيفا Shefa      | بورت فيلا Port Vila | إيفات - Efate جزر شيبارد - Shepherd Islands                                     | 1,455         | 78,723                  |
| محافظة تافيا Tafea     | إسانغيل Isangel     | تانا - Tanna أنيوا - Aniwa فوتونا - Futuna إرومانغو - Erromango أناتوم - Anatom | 1,628         | 32,540                  |
| محافظة توربا Torba     | سولا Sola           | جزر بانكس و توريس - Banks and Torres Islands                                    | 882           | 9,359                   |
| فانواتو                | بورت فيلا           |                                                                                 | 12,189        | 234,023                 |

## أقاليم الجزر (سابقاً)
من عام 1985 إلى عام 1994 كانت الدولة مقسمة إلى 11 إقليم جزيرة :
| إقليم الجزيرة  | العاصمة          | المحافظة الحالية | المساحة (كم²) | تعداد السكان إحصاء 1999 |
| -------------- | ---------------- | ---------------- | ------------- | ----------------------- |
| أمباي وماؤو    | لونغانا          | محافظة بينما     | 708           | 14,646                  |
| أمبريم         | إياس - Eas       | محافظة مالامبا   | 678           | 7,787                   |
| بانكس وتوريس   | سولا             | محافظة توربا     | 882           | 7,757                   |
| إيفات          | بورت فيلا        | محافظة شييفا     | 915           | 50,000                  |
| إيبي Epi       | رينغدوف Ringdove | محافظة شييفا     | 451           | 3,000                   |
| مالاكولا       | لاكاتورو         | محافظة مالامبا   | 2,043         | 23,361                  |
| بآما           | ليرو Liro        | محافظة مالامبا   | 58            | 1,557                   |
| بنتيكوست       | لولتونغ Loltong  | محافظة بينما     | 490           | 12,000                  |
| سانتو ومالو    | لوغانفيل         | محافظة سانما     | 4,248         | 36,084                  |
| جزر شيبارد     | موروا Morua      | محافظة شييفا     | 89            | 1,439                   |
| تافيا          | إسانغيل          | محافظة تافيا     | 1,628         | 29,047                  |
| هبريدس الجديدة | بورت فيلا        |                  | 12,189        | 186,678                 |

## الضواحي (سابقاً)
خلال حقبة السيادة المشتركة ( Condominium ) خاصة من عام 1968 إلى عام 1984 كانت المجموعة مقسمة إلى أربع ضواحي إدارية :
| الضاحية                     | العاصمة         | الجزر الرئيسة                          | المحافظة الحالية                                 | المساحة (كم²) | تعداد السكان إحصاء 1999 |
| --------------------------- | --------------- | -------------------------------------- | ------------------------------------------------ | ------------- | ----------------------- |
| الضاحية الجنوبية (تانا)     | ليناكيل Lénakel | تانا أنيوا فوتونا إرومانغو أناتوم      | محافظة تافيا                                     | 1,628         | 29,047                  |
| الضاحية الوسطى 1 (إيفات)    | بورت فيلا       | إيفات إيبي جزر شيبارد                  | محافظة شيفا                                      | 1,455         | 54,439                  |
| الضاحية الوسطى 2 (ماليكولا) | لاماب Lamap     | أمبريم مالاكوا بآما بينتكوت            | محافظة مالامبا و جزء من محافظة بينما             | 3,269         | 44,705                  |
| الضاحية الشمالية (سانتو)    | لوغانفيل        | سانتو مالو جزر بانكس و توريس أوبا ماؤو | محافظة سانما ومحافظة توربا و جزء من محافظة بينما | 5,838         | 58,487                  |
| فانواتو                     | بورت فيلا       |                                        |                                                  | 12,189        | 186,678                 |

## روابط خارجية
- Provinces of Vanuatu at statoids.com